# Château de Martinsburg
Le château de Martinsburg, également appelé en abrégé Martinsburg ou Martinsschloss, est un château à Lahnstein. Il a été construit en 1298 comme château douanier pour les archevêques de Mayence et s'appelait à l'origine le château de Lahnstein (allemand : Burg Lahnstein). En plus les remparts de la ville de Lahnstein, l'archevêque de Mayence a également construit ce complexe, qui est l'un des rares châteaux non détruits du Rhin moyen. Aujourd'hui, il est une propriété privée et abrite, outre des appartements et des bureaux, un musée du carnaval et un hôtel de la Monnaie.

## Histoire

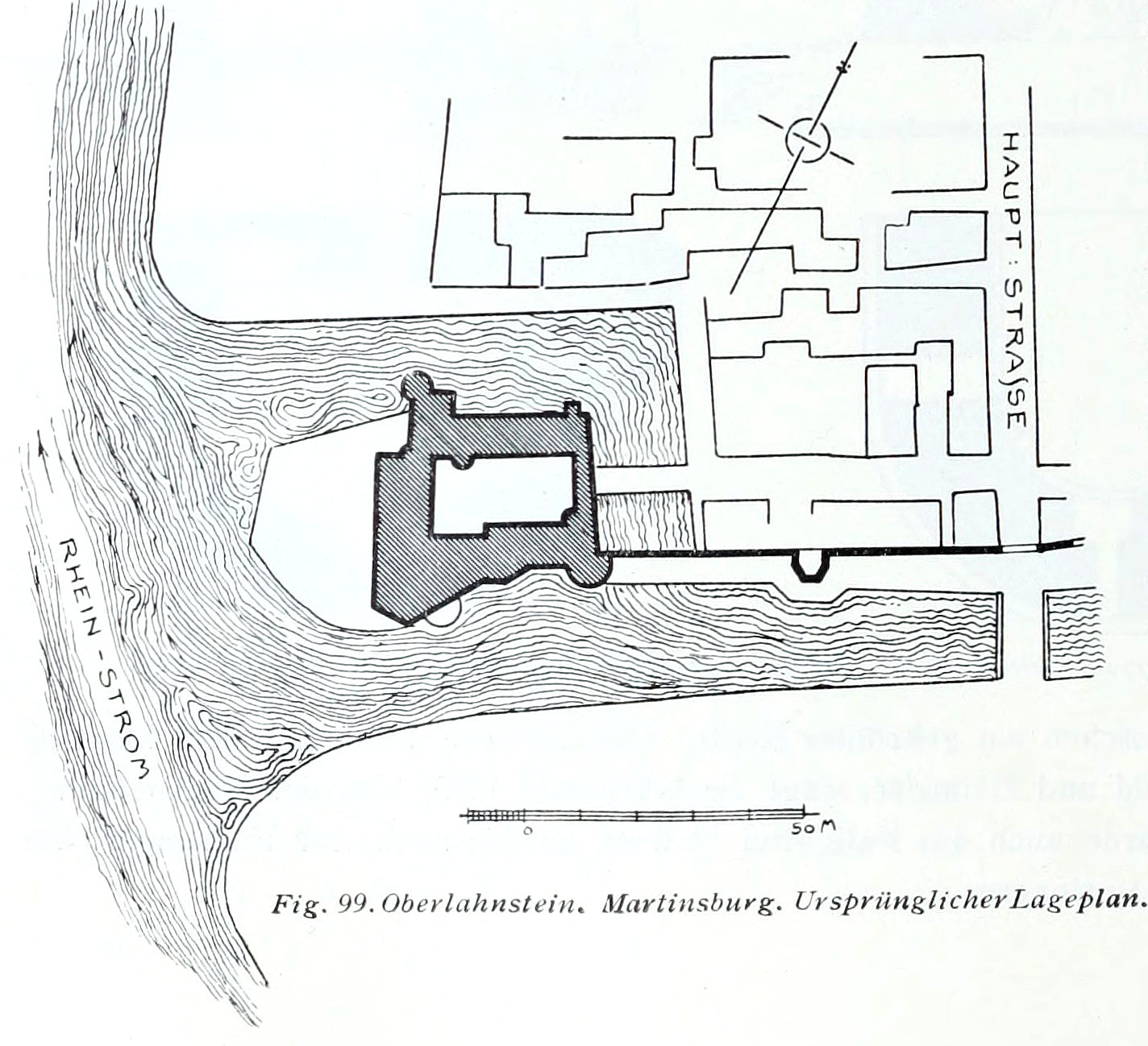
Emplacement à l'origine du château selon Ferdinand Luthmer (1914)

Martinsburg a été construit à la fin du XIIIe siècle comme base pour l'administration des droits de douane de Mayence. Depuis 1292, l'électorat et l'archidiocèse de Mayence avaient obtenu des parts du péage impérial de Boppard avec l'autorisation du roi Adolf von Nassau. Le château de Lahneck s'élevant sur une colline à quelque distance du Rhin, un solide bâtiment fut érigé directement sur le Rhin, qui était destiné à sécuriser la perception du péage rhénan. Un édifice fortifié, mentionné dans un document en 1244, s'élevait probablement à cet endroit pour surveiller la navigation dès le milieu du XIIIe siècle. Les parties les plus anciennes du château se composent d'une maison-tour rectangulaire avec deux tours d'angle et des fondations de la tour principale hexagonale au sud du complexe. Le donjon de 28 mètres de haut qui s'élève à cet endroit aujourd'hui a été construit vers 1400 et possède une tour d'escalier et de toilette.
Lorsque les remparts de la ville d'Oberlahnstein ont été construits après 1324, le Martinsburg a également été agrandi. Ils formaient l'angle sud-ouest des fortifications de la ville. Vers la ville, le château de plaine était sécurisé par un fossé et une porte solide, sur laquelle on peut encore voir aujourd'hui une bretèche. Les attaquants pourraient être aspergés de poix chaude ou d'huile provenant de tels composants dépassant de la porte du château. Les fortifications face à la ville étaient nécessaires car elles pouvaient être conquises par les ennemis et le château restait alors le dernier refuge des magistrats de Mayence. Mais un soulèvement de la population de la ville contre leurs seigneurs épiscopaux-électoraux n'était pas nécessairement hors de question. En tant que château de la ville de l'Oberlahnstein en plein essor économique, il abritait le commis des douanes et le personnel des douanes, le portier et le gardien de la tour ainsi que d'autres employés auxiliaires.
Le château fort d'eau n'a jamais été détruit, mais a été modifié par des extensions et des conversions jusqu'à ce qu'il ne fasse plus partie de Kurmainz en 1803. L'aile nord-ouest a été ajoutée dès le XIVe siècle, suivie en 1497 par l'aile sud-est actuelle. Dans les années 1719 à 1721, la brèche entre la maison-tour médiévale  et le donjon côté Rhin, qui existait encore à l'époque, est comblée par un corps de logis de trois étages de style baroque.
En tant que résidence secondaire occasionnelle des électeurs de Mayence, le château de Martinsburg a surpassé en importance le château de Lahneck depuis la fin du Moyen Âge.

## Protection des monuments
Le château de Martinsburg est un monument culturel protégé selon la loi sur la loi de la protection des monuments (Rhénanie-Palatinat) et est inscrit sur la liste des monuments de l'État de Rhénanie-Palatinat.
Le château de Martinsburg fait partie du patrimoine mondial de l'UNESCO de la vallée du Haut-Rhin moyen depuis 2002. De plus, il s'agit d'un bien culturel protégé en vertu de la Convention de La Haye et est marqué du symbole de protection bleu-blanc.

## Littérature
- Alexander Thon: Weltkulturerbe Mittelrheinthal. Superior, Kaiserslautern 2003, p. 34,  (ISBN 3-936216-14-2)
- Alexander Thon, Manfred Czerwinski: Mittelrhein. Die schönsten Burgen Deutschlands, Teil 2, CD-ROM. Kaiserslautern 2003,  (ISBN 3-936216-08-8)